# Ove Roll Lund
Ove Roll Lund (21 luglio 1910 – Ny-Ålesund, 25 agosto 1946) è stato un militare e ingegnere norvegese.

## Biografia
Laureatosi in ingegneria, Lund lavorava alle Svalbard già prima della Seconda guerra mondiale.
Durante gli anni della guerra, si trasferì nel Regno Unito, ponendosi al servizio della marina col grado di tenente e venendo posto quale vice comandante dell'Operazione Fritham, che avrebbe dovuto assicurare le miniere di carbone alle Svalbard. La spedizione venne inviata nell'aprile del 1942 coi rompighiaccio DS «Selis» e DS «Isbjørn» attraverso l'Islanda. L'operazione si scontrò in un duro combattimento con delle aeromobili tedeschi. Il 14 maggio le navi vennero affondate da un attacco di quattro Focke-Wulf Fw 200 tedeschi a Grønfjorden. Il capo della spedizione, il tenente colonnello Einar Sverdrup, morì insieme a dodici membri dell'equipaggio e quindi Lund prese il comando della spedizione. Assieme ai sopravvissuti attraversò i ghiacci sino a Barentsburg, organizzando quindi una ricognizione a Adventfjorden ed a Longyearbyen per sondare la presenza tedesca in loco.
Le forze norvegesi rimasero comunque sotto costanti attacchi aerei tedeschi sino al 2 luglio del 1943 quando vennero recuperate via mare, con l'operazione nome in codice "Gearbox.
Dopo la fine della guerra Lund, promosso capitano, venne premiato con la croce di guerra norvegese per il coraggio personale dimostrato e per l'attenta direzione delle operazioni.